# Сучково Ущелье
Сучково Ущелье — упразднённый в 2005 году хутор в Гайском районе Оренбургской области России. На момент упразднения входил в состав сельского поселения Губерлинский сельсовет.

## География
Располагался на правом берегу реки Сучкова (приток реки Губерля), на расстоянии примерно 5 километров (по прямой) к юго-западу от села Белошапка.

## История
По данным на 1949 год хутор Сучково Ущелье входил в состав Губерлинского сельсовета Халиловского района и находился примерно в 33 км от райцентра (р.п. Халилово).
Официально упразднён в 2005 году, после официального опубликования и вступления в силу Закона Оренбургской области от 28 декабря 2004 года № 1752/283-III-ОЗ, подписанного 4 января 2005 года Главой администрации (губернатором) Оренбургской области А. А. Чернышёвым.

## Население
По данным переписи 2002 года на хуторе отсутствовало постоянное население.